# Cabatuan (Isabela)
Cabatuan ist eine Stadtgemeinde in der Provinz Isabela im Bezirk Cagayan Valley auf den Philippinen. Am 1. August 2015 hatte sie 39.413 Einwohner. Die Gemeinde liegt im Tal des Magat-Rivers.
Cabatuan ist politisch in 22 Baranggays aufgeteilt:
| - Rang-ay (Caggong) - Calaocan - Canan - Centro (Pob.) - Culing Centro - Culing East - Culing West - Del Corpuz - Del Pilar - Diamantina - La Paz | - Luzon - Macalaoat - Magdalena - Magsaysay - Namnama - Nueva Era - Paraiso - Sampaloc - San Andres (Teodoro Abad) - Saranay - Tandul |